# Ялча
Ялча (бел. Ялча) — деревня в Червенском районе Минской области. Входит в состав Валевачского сельсовета.

## Географическое положение
Находится примерно в 15 км к северо-западу от райцентра и в 59 км от Минска, в 30 километрах от железнодорожной станции Смолевичи, на реке Гать.

## История
В письменных источниках упоминается с XVIII. На 1800 год деревня, где было 17 дворов, проживали 51 человек, также были деревянная православная каплица, мельница. Являлась шляхетской собственностью, входила в состав Игуменскому уезда Минской губернии. На середину XIX века принадлежала помещику М. Ганолицкому, относилась к его имению Буда. Согласно переписи населения Российской империи 1897 года деревня Гребёнской волости, где располагалось 43 двора, проживало 352 человека, функционировала корчма. На начало XX века здесь насчитывалось 61 двор и 433 жителя. На 1917 год 54 двора, где жили 359 человек. С февраля по декабрь 1918 года оккупирована немцами, с августа 1919 по июль 1920 — поляками. 20 августа 1924 года деревня вошла в состав вновь образованного Гребёнского сельсовета Червенского района (с 20 февраля 1938 — Минской области. В 1930 году организован колхоз «Вольная Беларусь», на 1932 год в него входили 32 крестьянских двора. Во время Великой Отечественной войны деревня была оккупирована немцами в конце июня 1941 года, 20 её жителей погибли на фронтах. Освобождена в начале июля 1944 года. 16 июля 1954 года в связи с упразднением Гребёнского сельсовета вошла в Валевачский сельсовет. На 1960 год 324 жителя. В 1980-е входила в состав колхоза имени М. Фрунзе, тогда здесь были Дом культуры и краеведческий музей. По итогам переписи населения Белоруссии 1997 года в деревне насчитывалось 58 домов и 130 жителей, в это время здесь функционировали животноводческая ферма, базовая школа и магазин.

## Население
- 1800 — 17 дворов, 57 жителей.
- 1897 — 43 двора, 352 жителя.
- начало XX века — 61 двор, 433 жителя.
- 1917 — 54 двора, 359 жителей.
- 1960 — 324 жителя.
- 1997 — 58 дворов, 130 жителей.
- 2013 — 31 двор, 76 жителей.